# American Home Shield Tournament 1977
L'American Home Shield Tournament 1977 è stato un torneo di tennis giocato sul cemento. È stata la 1ª edizione dell'American Home Shield Tournament, che fa parte del Colgate-Palmolive Grand Prix 1977. Si è giocato a San Jose negli Stati Uniti, dal 14 al 20 febbraio 1977.

## Campioni

### Singolare
Jiří Hřebec ha battuto in finale  Sandy Mayer con il punteggio di 3–6 6–4 7–5

### Doppio
Bob Hewitt /  Frew McMillan hanno battuto in finale  Tom Gorman /  Geoff Masters con il punteggio di 6–2, 6–3